# كورجيو
تقع بلدية كوريجيو في مقاطعة نفارة وتحديدًا في إقليم بيدمونت الإيطالية ، حيث ان موقعها يبعد حوالي 90 كيلومتر (56 ميل) في شمال شرق تورينو وحوالي 30 كيلومتر (19 ميل) شمال غرب نوفارا .
ويحد بلدية كوريجيو كل من البلديات التالية: بوكا ، وبورجومانيرو ، وكافاليريو ، وفونتانيو ديجوجنا ، وماجيورا .
علاوة على ذلك، توجد محطة سكة حديد في المدينة أيضًا، تتم إدارتها بواسطة سكة حديد سانثيا أرونا ‏ (متوقفة عن العمل حاليًا ).

## روابط خارجية
- الموقع الرسمي